# Зельпин, Герберт
Ге́рберт Зе́льпин (нем. Herbert Selpin; 29 мая 1902, Берлин — 1 августа 1942, Берлин) — немецкий кинорежиссёр и сценарист.

## Биография
Герберт Зельпин изучал в Берлине медицину, бросив учёбу, работал антикваром, книготорговцем, представителем на бирже, боксёром, профессиональным танцором, а в середине 1920-х годов пришёл добровольцем на киностудию Ufa и в 1925—1926 годах работал с Фридрихом Вильгельмом Мурнау над лентой «Фауст». Зельпин работал также ассистентом режиссёра в берлинской кинокомпании Fox-Europa. В 1927 году Зельпин входил в киногруппу Вальтера Руттмана на съёмках фильма «Берлин — симфония большого города». Некоторое время работал монтажёром в разных компаниях и в 1931 году дебютировал режиссёром фильма «Шофёр Антуанетта».
Благодаря приобретённому в 1920-х годах разнообразному опыту Герберт Зельпин оказался среди тех одарённых режиссёров, которые остались в стране после прихода к власти национал-социалистов. В 1934 году Зельпин вступил в НСДАП. Отличительной чертой режиссёра Зельпина было разнообразие жанров, в которых он работал. Он был эклектиком, который всегда был готов попробовать нечто новое, и перфекционистом, продумывавшим каждую деталь своего фильма. Зельпин прожил несколько лет в Лондоне, где работал в частности с Александром Кордой, и был англофилом. Иногда его симпатии к англичанам становились причиной конфликтов с фашистскими чиновниками от кино, поскольку Зельпину не всегда удавалось изобразить англичан отрицательными героями. Во многих фильмах Зельпина в главных ролях снялся Ханс Альберс. В 1933—1937 годах Герберт Зельпин был женат на актрисе Анни Маркарт.
В 1930-е годы Зельпин снял лишь несколько непримечательных пропагандистских фильмов (Schwarzhemden (1933), «Всадники Германской Восточной Африки» (1934)). В 1940 году он выступил режиссёром успешного антибританского пропагандистского фильма «Карл Петерс». В 1941 году Зельпин работал над пропагандистской лентой Geheimakte WB 1. Снимал ли Зельпин пропагандистские фильмы под политическим давлением или в ожидании почестей, остаётся неизвестным.
В 1942 году во время съёмок фильма «Титаник» Зельпин в кругу близких людей за ужином критически отозвался о вермахте и войне. Друг Зельпина сценарист Вальтер Церлетт-Ольфениус донёс на режиссёра своему близкому другу и чиновнику министерства пропаганды Хансу Хинкелю. Зельпин отказался забрать свои слова даже перед Йозефом Геббельсом и был арестован. Спустя день Герберт Зельпин был обнаружен повешенным на собственных подтяжках в камере в полицейском управлении на Александерплац. По официальной версии причиной смерти стало самоубийство, но по слухам Зельпин был убит гестапо. Киновед Ханс Шмид считает, что это была не первая смерть в тюрьмах от рук гестапо. Съёмки «Титаника» по приказу Геббельса продолжил Вернер Клинглер.

## Фильмография
- 1926: Die Abenteuer eines Zehnmarkscheines
- 1930: Цианистый калий / Cyankali
- 1930: Ариана / Ariane
- 1931: So lang' noch ein Walzer von Strauß erklingt
- 1931: Opernredoute
- 1931: Ночь в Гранд-отеле / Eine Nacht im Grandhotel
- 1931: Die Sache August Schulze
- 1931: Der ungetreue Eckehart
- 1931: Шофёр Антуанетта / Chauffeur Antoinette
- 1932-33: Der Läufer von Marathon
- 1933: Camicia Nera/Schwarzhemden
- 1933: Mädels von heute
- 1933: Маленький человек, что же дальше? / Kleiner Mann — was nun?
- 1933: Мечта о Рейне / Der Traum vom Rhein
- 1934: Между двумя сердцами / Zwischen zwei Herzen
- 1934: Всадники Германской Восточной Африки / Die Reiter von Deutsch-Ostafrika
- 1934: Der Springer von Pontresina
- 1935: Зеленый Домино / Der grüne Domino
- 1935: Идеальный муж / Ein idealer Gatte
- 1936: Игра на борту / Spiel an Bord
- 1936: Другая женщина / Die Frau des Anderen
- 1936: Скандал из-за «Летучей мыши» / Skandal um die Fledermaus
- 1937: Alarm in Peking
- 1938: Heiratsschwindler
- 1938: Сержант Берри / Sergeant Berry
- 1938: Ich liebe Dich
- 1938-39: Вода для Канитоги / Wasser für Canitoga
- 1940: Ein Mann auf Abwegen
- 1940: Пандур Тренк / Trenck, der Pandur
- 1940: Карл Петерс / Carl Peters
- 1941: Тайна В. Б. 1 / Geheimakte W.B. 1
- 1942: Титаник / Titanic